# Dreyer (cràter)

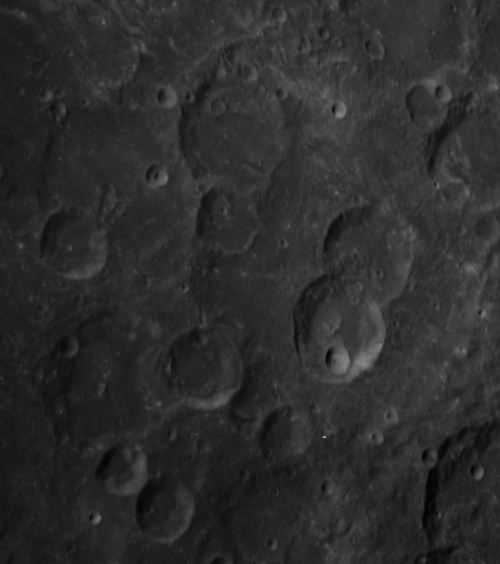
Vista obliqua des de l'Apol·lo 14 de la càmera Hasselblad. Dreyer, Ginzel i diversos dels seus cràters satèl·lit. Des del centre, Ginzel està aproximadament a les 12.00, i Dreyer aproximadament a les 8.00. El petit cràter a les 9.00 és Dreyer W. Dreyer C està just a l'est de Dreyer, i Dreyer K i J estan cap al sud i sud-est de Dreyer.

Dreyer és el romanent d'un cràter d'impacte situat a la cara oculta de la Lluna. Es troba al llarg de la vora oriental del Mare Marginis, a mig camí entre els cràters Ginzel al nord i Erro al sud-sud-est.
El brocal d'aquest cràter està molt desgastat, amb múltiples impactes que se superposen a la vora i han creat un petit buit en l'extrem sud. El cràter satèl·lit Dreyer C travessa el costat nord-est, mentre que Dreyer K envaeix el costat sud-est. El sòl interior és relativament pla i sense trets distintius, amb uns petits cràters que marquen la superfície. Presenta una cresta central baixa en el punt mitjà.

## Cràters satèl·lit
Per convenció, aquests elements són identificats als mapes lunars posant la lletra al costat del punt mitjà del cràter que està més prop de Dreyer.
|        | \| Dreyer \| Coordenades \| Diàmetre \| \| ------ \| ------------------------------------ \| -------- \| \| C \| 11° 12′ N, 98° 12′ E / 11.2°N,98.2°E \| 37 km \| \| D \| 10° 48′ N, 99° 48′ E / 10.8°N,99.8°E \| 27 km \| \| J \| 8° 48′ N, 98° 12′ E / 8.8°N,98.2°E \| 29 km \| \| K \| 9° 00′ N, 97° 24′ E / 9.0°N,97.4°E \| 23 km \| \| R \| 8° 30′ N, 94° 00′ E / 8.5°N,94.0°E \| 18 km \| \| W \| 11° 48′ N, 95° 42′ E / 11.8°N,95.7°E \| 30 km \| |          |
| Dreyer | Coordenades | Diàmetre |
| C      | 11° 12′ N, 98° 12′ E / 11.2°N,98.2°E | 37 km    |
| D      | 10° 48′ N, 99° 48′ E / 10.8°N,99.8°E | 27 km    |
| J      | 8° 48′ N, 98° 12′ E / 8.8°N,98.2°E | 29 km    |
| K      | 9° 00′ N, 97° 24′ E / 9.0°N,97.4°E | 23 km    |
| R      | 8° 30′ N, 94° 00′ E / 8.5°N,94.0°E | 18 km    |
| W      | 11° 48′ N, 95° 42′ E / 11.8°N,95.7°E | 30 km    |